# Extrême Urgence
Extrême Urgence (titre original : A Case of Need) est un roman de Michael Crichton, publié aux États-Unis en 1968, sous le pseudonyme de Jeffery Hudson.

## Résumé
Karen meurt à l'hôpital à la suite d'une hémorragie vaginale. La cause serait un avortement illégal raté. Son père, un grand médecin de la ville, est-il lié à cette affaire ? Les révélations étonnantes de l'autopsie du corps de Karen amènent beaucoup de questions. Un scientifique, ami du médecin soupçonné d'avoir pratiqué l'avortement, va mener l'enquête pour élucider le mystère…

## Adaptation au cinéma
- 1972 : Opération clandestine (The Carey Treatment), film américain réalisé par Blake Edwards, d'après le roman Extrême Urgence, avec James Coburn, Jennifer O'Neill et Pat Hingle